# پاپین قاندیلیان
پاپین آرتاشسی قاندیلیان (ارمنی: Պապին Արտաշեսի Ղանդիլյան؛  زادهٔ ۱۵ مارس ۱۹۲۹ - درگذشته ۲۶ مارس ۲۰۰۱) گیاه‌شناس، زیست‌شناس اهل ارمنستان بود.

## زندگی‌نامه
وی در ۱۵ مارس ۱۹۲۹ در آتسارات به دنیا آمد و از  دانشگاه ملی علوم کشاورزی ارمنستان (۱۹۵۲) فارغ‌التحصیل گشت. همچنین برندهٔ جوایزی همچون نشان آنانیا شیراکاتسی () و مخترع اتحاد شوروی شده است. وی در ۲۶ مارس ۲۰۰۱ در سن ۷۲ سالگی در ایروان درگذشت.

## یادداشت
1. ↑  կենսաբանական գիտությունների դոկտոր